# Kabo Air
Kabo Air war eine nigerianische Fluggesellschaft mit Sitz in Kano und Basis auf dem Flughafen Kano.

## Geschichte

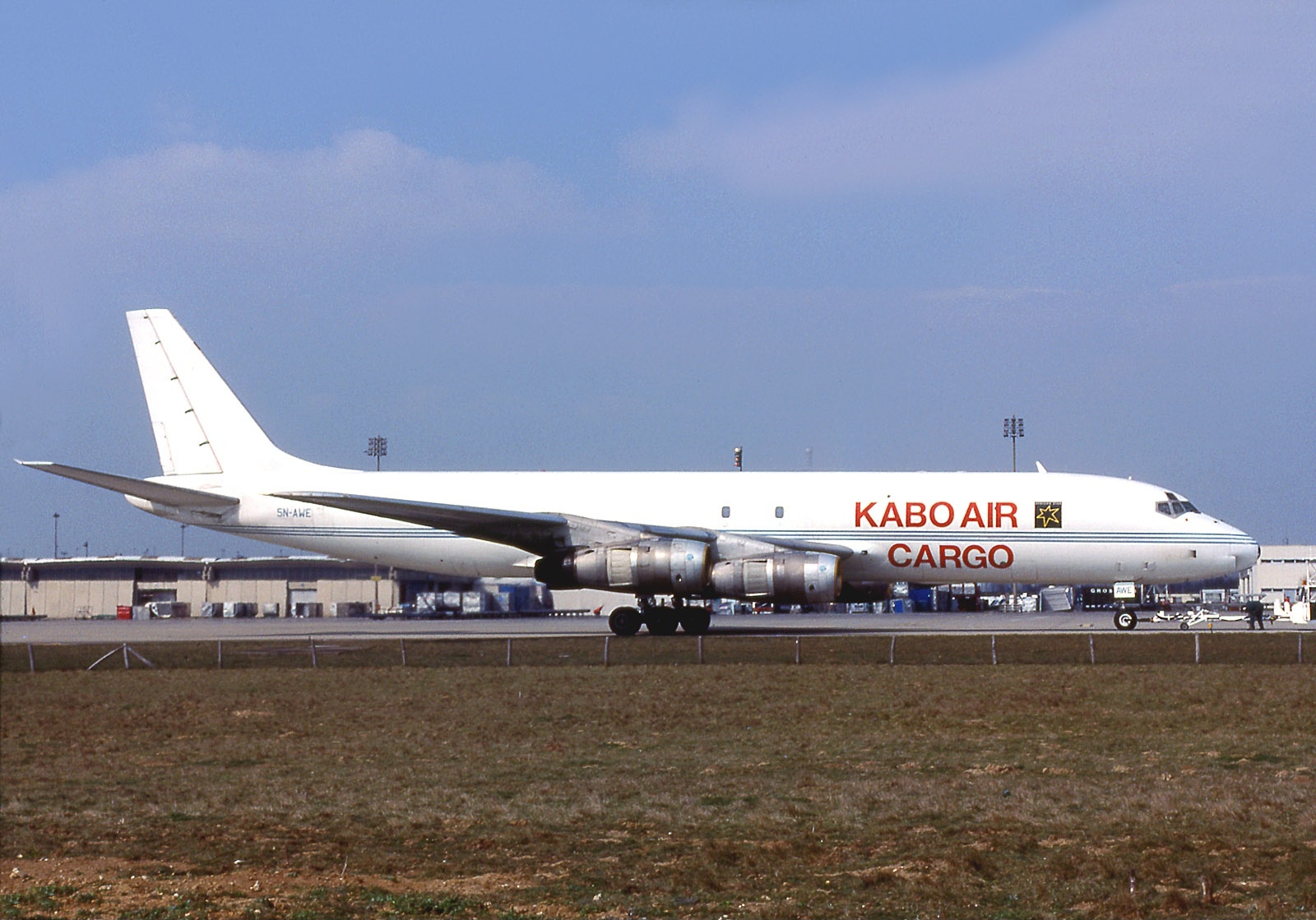
Kabo Air Douglas DC-8-55, Paris 1993

Kabo Air wurde im Februar 1980 gegründet und befand sich vollständig in Besitz der Kabo Holding. Zeitweise betrug die Flottenstärke 24 Flugzeuge, aufgrund von finanziellen Problemen musste Kabo Air in den letzten Jahren einige Maschinen verkaufen.
Anfang März 2017 versiegelten Steuerfahnder der inländischen nigerianischen Steuerbehörde die Büro- und Geschäftsräume der Kabo Air, nachdem zwischen 2004 und 2013 Steuerschulden in Höhe von 475.000 US-$ aufgelaufen waren.

## Flugziele
Kabo Air flog von Kano im Inland nach Abuja sowie nach Afrika und in den Nahen Osten.

## Flotte

### Flotte bei Betriebseinstellung
Mit Stand März 2020 bestand die Flotte der Kabo Air aus einem Flugzeug mit einem Alter von 27,0 Jahren:

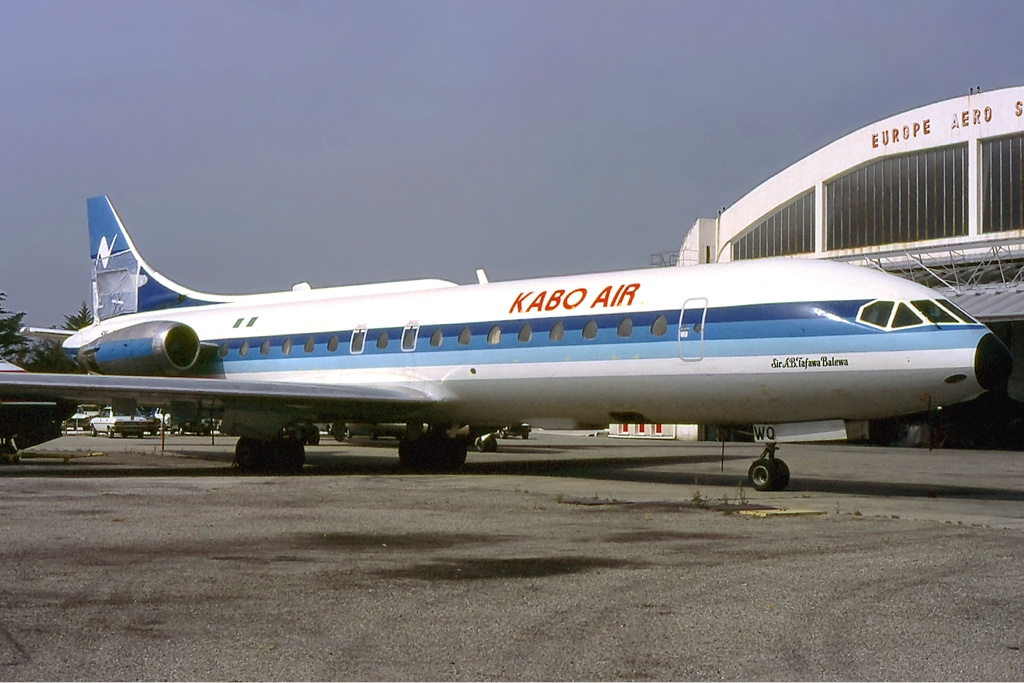
Kabo Air Caravelle 11R, 1985

| Flugzeugtyp    | Anzahl | bestellt | Anmerkungen |
| -------------- | ------ | -------- | ----------- |
| Boeing 747-400 | 1      |          | inaktiv     |
| Gesamt         | 1      | –        |             |

### Ehemalige Flugzeugtypen
- Boeing 727-200[9]
- Boeing 737-200
- Boeing 747-100
- Boeing 747-200
- Douglas DC-8-55F
- Sud Aviation Caravelle[10]

## Zwischenfälle
Kabo Air verzeichnete in ihrer Geschichte mehrere Zwischenfälle:
- Am 4. Oktober 2013 streifte eine Boeing 747-200 der Kabo Air die ILS-Antenne im Anflug auf Sokoto, während sie entgegen der freigegebenen Landerichtung anflog. Dabei zerstörte sie die Antenne sowie mehrere Reifen.[12]